# Raymond Ghajar
Raymond Ghajar (arabisch ريمون غجر, DMG Raimūn Ġaǧar; * um 1960) ist ein libanesischer Elektroingenieur und Hochschullehrer. Seit Januar 2020 ist er Energieminister im Kabinett Diab.

## Leben und Wirken
Raymond Ghajar erwarb 1983 den Bachelor in Elektrotechnik an der Universität Ottawa, gefolgt 1987 vom Master an der University of Saskatchewan, an der 1993 den Ph.D. in Electrical Engineering-Power Systems erwarb. Er war ab 2007 als Senior Advisor im libanesischen Energieministerium tätig. U. a. war er 2010 direkt an der Ausarbeitung des Strategiepapiers für den Stromsektor beteiligt, um die Kontinuität der Stromversorgung des Landes zu gewährleisten. Obwohl Ghajar dem Ministerium vor 2009 beigetreten war, als die Freie Patriotische Bewegung zum ersten Mal den Minister stellte, gilt er als eng verbunden mit Gebran Bassil und wurde im Rahmen der dem FPM innerhalb der Regierung zugeteilten Quote auf seinen derzeitigen Posten berufen.
Er ist seit dem 21. Januar 2020 als Vertreter der griechisch-orthodoxen Bevölkerungsgruppe, ernannt vom Präsidenten und der FPM, Minister für Energie und Wasser im Kabinett von Hassan Diab. Ghajar forschte und publizierte als Hochschullehrer zu den Themen Zuverlässigkeit des Stromnetzes, Analyse des Stromnetzes, Planung der Erzeugung und Übertragung, Umstrukturierung der Stromversorgungsunternehmen und Spot Pricing.